# Плавецки Петер
Плавецки Петер (словац. Plavecký Peter) — село и одноимённая община в районе Сеница Трнавского края Словакии. В письменных источниках начинает упоминаться с 1394 года.

## География
Село расположено в западной части края у западных склонов Малых Карпат, при автодороге 501. Абсолютная высота — 222 метров над уровнем моря. Площадь муниципалитета составляет 14,78 км². В селе есть римско-католический костёл в стиле ренессанс.

## Население
По данным последней официальной переписи 2011 года, численность населения селa составляла 632 человек.
Динамика численности населения общины по годам:
| Год:                | 1994 | 2004    | 2014    | 2024    |
| ------------------- | ---- | ------- | ------- | ------- |
| Количество человек: | 624  | 645     | 628     | 607     |
| Разница:            |      | +3,36 % | −2,63 % | −3,34 % |

Национальный состав населения (по данным переписи населения 2011 года):
| Национальность | Численность, человек |
| -------------- | -------------------- |
| словаки        | 597                  |
| венгры         | 1                    |
| немцы          | 1                    |
| другие         | 5                    |
| не указана     | 38                   |